# Campaña presidencial de Hillary Clinton de 2008
La campaña presidencial de Hillary Clinton de 2008, entonces senadora júnior de los Estados Unidos por Nueva York, fue anunciada en su página web el 20 de enero de 2007. Hillary Clinton, como esposa del expresidente Bill Clinton, fue primera dama de los Estados Unidos y primera dama de Arkansas antes de su elección como senadora por Nueva York. Clinton fue la causa de mucha especulación mediática al haber expresado interés en ser candidata en las elecciones presidenciales de 2008 desde, por lo menos, octubre de 2002.
Luego del anuncio de la conformación de un comité exploratorio y de presentar la documentación de su candidatura ante la Comisión Federal Electoral, ella empezó con actividades de campaña y de recaudación de fondos. Durante varios meses Clinton encabezó las encuestas para el Partido Demócrata por márgenes considerables hasta que el senador Barack Obama comenzó a acercársele e incluso empatarle. Clinton luego retomó su ventaja en los sondeos, ganando encuestas con ventajas de dos dígitos; en otoño del 2007 superaba a todos los demás candidatos demócratas por amplios márgenes a nivel nacional. Quedó tercera en los caucus de Iowa, detrás de Barack Obama y John Edwards, y estuvo muy rezagada en las encuestas poco después en Nuevo Hampshire antes de protagonizar un resurgimiento y terminar primera en las elecciones primarias allí.
Más adelante, ganó buena cantidad de votos en Nevada, pero obtuvo menos delegados en Nevada, y luego perdió por un amplio margen en Carolina del Sur.  En el Supermartes, Clinton ganó los estados más poblados como California y Nueva York, mientras que Obama ganó más estados en total. Ambos obtuvieron un número similar de delegados y casi compartieron por igual el total del voto popular. Clinton perdió luego los siguientes once caucus y primarias frente a Obama, y perdió su ventaja general de delegados por primera vez. El 4 de marzo, las victorias consecutivas de Obama aumentaron a doce al ganar en Vermont. Después de una jornada de campaña cada vez más agresiva, Clinton rompió su cadena de derrotas al ganar las primarias en Rhode Island, Ohio y Texas.
Clinton posteriormente perdió en Wyoming, Misisipi, Montana, Carolina del Norte y Oregón, y ganó en Pensilvania, Indiana, Virginia Occidental, Kentucky, Puerto Rico y Dakota del Sur. En el último día de las primarias, el 3 de junio de 2008, Obama había ganado suficientes delegados y superdelegados para convertirse en el candidato nominado; ella entonces suspendió su campaña el 7 de junio de 2008 y respaldó a Barack Obama. Al perder, Hillary Clinton dijo ante sus seguidores: «Aunque esta vez no pudimos romper aquel altísimo y resistente techo de cristal, gracias a ustedes, ahora ese techo tiene unas 18 millones de grietas en él».
Si bien perdió el conteo de delegados y, por lo tanto, la candidatura, ella obtuvo más votos populares que Barack Obama. En la elección general, Barack Obama derrotó al senador John McCain, de Arizona, y designó a Clinton como la 67.ª Secretaria de Estado, cargo en el que se desempeñó hasta febrero de 2013. Clinton, más tarde, lanzaría una segunda campaña para las elecciones presidenciales de 2016.

## Eventos previos al anuncio

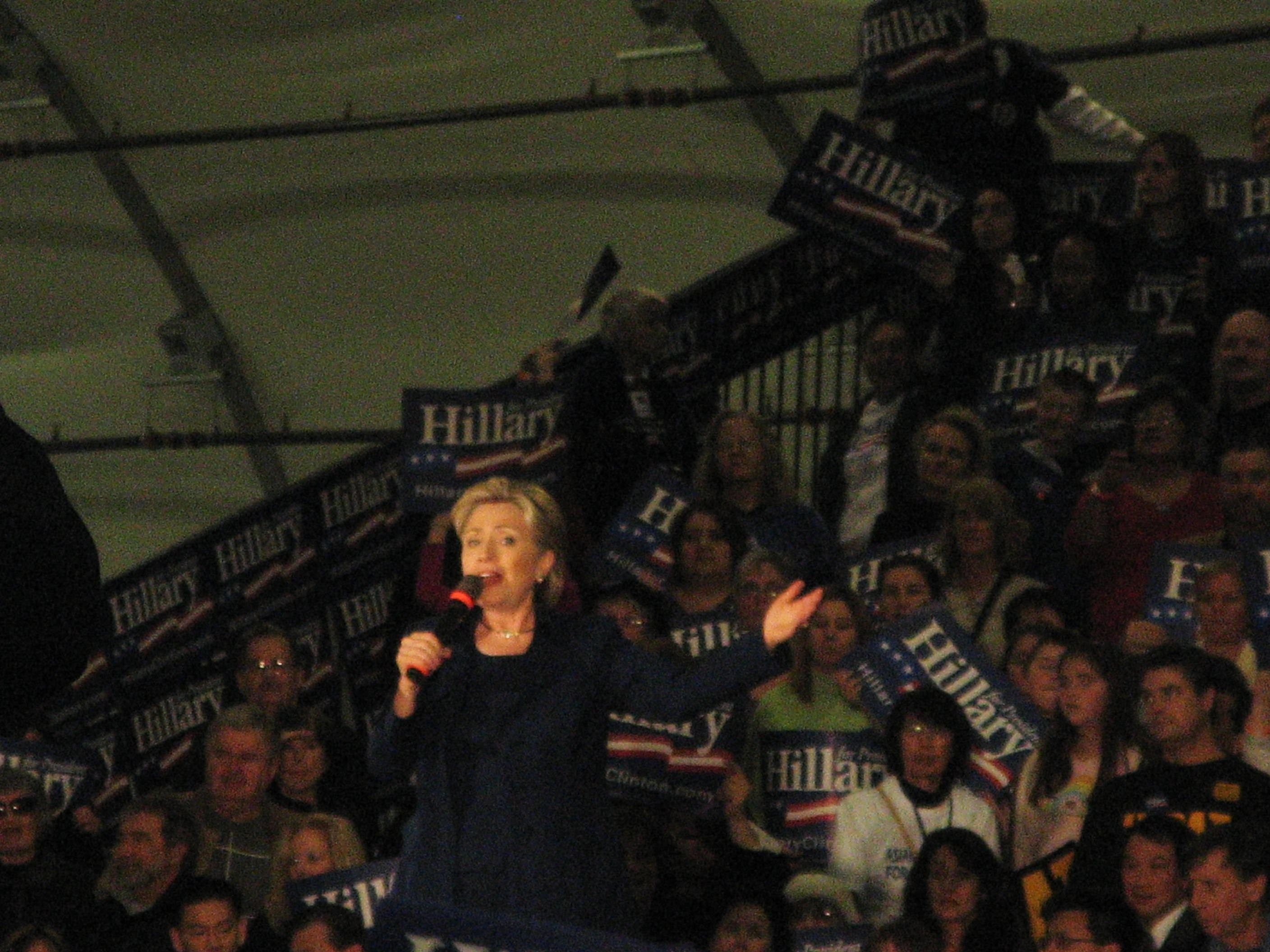
Hillary Clinton haciendo campaña para obtener la nominación demócrata para Presidenta de los Estados Unidos. South Hall, San José, California, 1 de febrero de 2008.

En julio de 2005, la revista Washington Monthly publicó dos amplios artículos debatiendo los pros y contras de una potencial candidatura de Clinton.

## Anuncio de la candidatura
Clinton anunció la formación de su comité exploratorio el 20 de enero de 2007, con una publicación en su página web. En una declaración allí, no dejó lugar a dudas sobre su decisión de postular: «Estoy en esto. Y estoy en esto para ganar». Ella presentó la documentación oficial para establecer un comité exploratorio.

## Personal de campaña y equipo político

### Equipo inicial
La campaña de Clinton fue liderada por un equipo de consejeros y operadores políticos. Patti Solis Doyle fue la primera mujer hispana en manejar una campaña presidencial, lo que hizo desde su inicio. El jefe de campaña adjunto, Mike Henry, había gestionado exitosamente la campaña de Tim Kaine para gobernador de Virginia en el 2005 y coordinó los esfuerzos publicitarios demócratas en las elecciones para el Senado de 2006. Mark Penn, director ejecutivo de la firma de relaciones públicas Burson-Marsteller y presidente de la compañía encuestadora Penn, Schoen & Berland fue descrito como el «genio estratégico» de Clinton, en un rol comparado al que tuvo Karl Rove en las campañas de George W. Bush. Howard Wolfson, un político veterano de Nueva York, laboró como portavoz de la campaña. Evelyn S. Lieberman, quien trabajó para Clinton cuando era primera dama y sirvió como jefa de personal adjunta de la Casa Blanca, fue la jefa de operaciones de la campaña. Ann Lewis, directora de comunicaciones de la Casa Blanca de 1997 a 2000, fue la asesora principal de la campaña. Cheryl Mills fue la abogada general de la campaña. Jonathan Mantz fue el director de finanzas; Mandy Grunwald, la asesora principal en medios; Neera Tanden, la directora política de la campaña; Kim Molstre fue directora de programación y planificación a largo plazo; Phil Singer fue el director de comunicaciones adjunto; Leecia Eve fue asesora principal de políticas públicas; Nathaniel Pearlman fue la directora de tecnologías, y Minyon Moore fue también asesor principal en políticas públicas. Otros colaboradores de la campaña también eran del equipo conocido como «Hillaryland» de los años en la Casa Blanca.
Otros asesores y partidarios incluían a la ex Secretaria de Estado Madeleine Albright, Richard Holbrooke, Sandy Berger, Wesley Clark, la excongresista y excandidata a vicepresidenta Geraldine Ferraro, el exgobernador y exsecretario de Educación Richard Riley, y el exsecretario de Defensa William Perry.  Otros especialistas menos conocidos pero claves en sus regiones o ámbitos fueron duramente disputados entre ella y su colega candidato Barack Obama.
Un estudio realizado en octubre de 2007 sobre el personal de las campañas presidenciales en curso mostró que 8 de sus 14 asesores de alto rango eran mujeres, al igual que 12 de los 20 miembros de su personal mejores pagados y 85 de los 161 miembros con salario promedio; en general, ella tuvo el porcentaje más grande de mujeres en su campaña, más que cualquier campaña de algún otro candidato encuestado que no sea Mike Huckabee.

### Reorganización de febrero de 2008
El 10 de febrero de 2008, Solis Doyle cesó en su puesto como jefa de campaña y se convirtió en asesora principal, viajando con Clinton. Aunque Solis Doyle dijo que la imprevista duración de la campaña la llevó a renunciar al cargo, fuentes internas de la campaña confirmaron que ella fue destituida. Solis Doyle ya había sobrevivido tres esfuerzos previos por expulsarla.
Maggie Williams fue nombrada jefa de campaña; ella había sido jefa de personal de Clinton en la Casa Blanca. Williams había sido contratada en enero de 2008 en una asignación de treinta días como asesora principal y había demandado claridad en la cadena de mando, así como autoridad para resolver disputas internas de políticas y estrategias, amenazando con dejar la campaña. Pocos días después, el jefe de campaña adjunto Mike Henry y dos importantes miembros del equipo de operaciones web también renunciaron. En un profundo análisis de Joshua Green en The Atlantic, él atribuyó la caída de Solis Doyle a su incapacidad para gestionar los gastos de campaña, su poca habilidad para prevenir las disputas internas en el equipo y al hecho de no reconocer en su momento a la candidatura de Obama como una seria amenaza. La salida de Henry era esperable pues fue Solis Doyle quien lo trajo inicialmente a la campaña.

### Cambio de estratega en abril de 2008
El jefe de estrategia de la campaña, Mark Penn, renunció el 6 de abril de 2008 en medio de una controversia en torno a su trabajo para el gobierno colombiano y el tratado de libre comercio, al que se oponían grandes sindicatos. Penn renunció luego que la prensa descubriera que se había reunido con el embajador colombiano, no como asesor de Clinton sino como director ejecutivo de su firma de relaciones públicas, aunque reconoció que el tema de la reunión había sido el tratado de libre comercio. Penn fue reemplazado por Geoff Garin, un respetado encuestador, que se convirtió en el jefe de estrategia. Él continuó trabajando en la campaña a través de su firma encuestadora.

## Recaudación de fondos

### Métodos y objetivos
En enero de 2007, Clinton anunció que renunciaría al financiamiento público, tanto para las elecciones primarias como para las generales, debido a los límites de gastos que se imponen cuando se acepta el dinero federal. Ella tenía 14 millones de dólares restantes de su campaña al Senado de 2006, lo que la puso en una posición inicial de ventaja con respecto a otros candidatos demócratas. Allegados a Clinton dijeron que la meta de la senadora era alcanzar por lo menos 60 millones de dólares en 2007. El experimentado político y líder financiero demócrata Terry McAuliffe fue el presidente de la campaña de Clinton.

### HillRaisers
Los «recaudadores» que recolectaron más de 100 000 dólares para su campaña fueron conocidos como «HillRaisers» (un juego de palabras con la expresión hellraiser, ‘el que busca peleas’); y se les pidió que recaudaran hasta 1 millón de dólares cada uno. Elton John consiguió 2.5 millones de dólares en un concierto a beneficio de la campaña Clinton en el Radio City Music Hall el 9 de abril de 2007.
Para agosto de 2007, había 233 HillRaisers. Entre ellos Vernon E. Jordan Jr.; Steven Rattner; el gobernador de Nueva Jersey, Jon Corzine; la senadora Dianne Feinstein; John Grisham; Magic Johnson; Ronald Perelman; el gobernador de Pensilvania Ed Rendell; Steven Spielberg y muchos otros.
A finales de agosto de 2007, el HillRaiser Norman Hsu fue sujeto de una considerable publicidad negativa cuando se reveló que era un prófugo por 15 años por cargos de fraude de inversión y se había también visto envuelto posiblemente en violaciones de la ley de financiamiento de campañas como «recaudador».

### Resultados

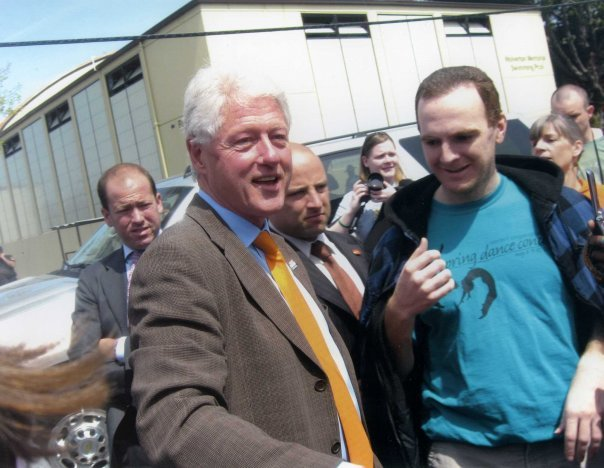
Bill Clinton haciendo campaña para Hillary Clinton en Monmouth, Oregón.

El 1 de abril de 2007, Clinton anunció que había alcanzado los 26 millones de dólares durante los tres meses anteriores, además de una transferencia adicional de 10 millones de dólares de su campaña como senadora a su campaña presidencial. Esto dejó muy atrás el récord anterior para el mismo trimestre de una campaña, que era de 9 millones de dólares, conseguido por Al Gore en 1999.
Para el segundo trimestre del 2007, Clinton recaudó cerca de 27 millones de dólares, un poco menos del record de 32.5 millones de dólares que acababa de imponer Obama para ese trimestre, pero más que cualquier otro candidato. De acuerdo con algunas fuentes, durante el primer semestre del 2007, cerca del 70 % de los fondos recaudados por Clinton vinieron de donantes que dieron menos de 2300 dólares; en comparación con el 44 % de Obama y el 42 % de Edwards.
Para el tercer trimestre del 2007, en el que típicamente se recibe menos dinero que el resto del año, Clinton encabezó las recaudaciones con 27 millones de dólares y 100 000 nuevos contribuyentes. Estos números superaron los 20 millones de dólares de Obama y permitieron a Clinton reservar una parte del dinero para una eventual elección general.
En el cuarto trimestre del 2007, Clinton alcanzó aproximadamente 20 millones de dólares, haciendo un total de más de 100 millones de dólares para ese año. Esto igualó la cantidad conseguida por Obama para ese trimestre, y fue también similar a lo que el republicano Ron Paul sorpresivamente obtuvo durante el trimestre.
En enero del 2008 Clinton recaudó 13.5 millones de dólares. Lo que fue muy poco en comparación con los 32 millones de dólares que Obama recibió ese mismo mes, por lo que Clinton se vio forzada a prestarle a su campaña 5 millones de dólares de sus activos personales. Más allá de esto, la campaña de Clinton finalizó el mes de enero con una deuda de 7.6 millones de dólares, además del préstamo personal. Para recuperarse de la poca recaudación de enero de 2008, Clinton esperaba recibir 35 millones de dólares en febrero de ese año, mientras la campaña de Obama decía que superaría esa cifra. El 6 de marzo de 2008 se reveló que Obama recibió una cifra récord de 55 millones de dólares en febrero, lo que Associated Press reportó como la mayor cantidad recaudada en un solo mes en la historia de las elecciones primarias.
En abril de 2008, se reveló que la campaña de Clinton comenzó el mes con una deuda de 1 millón de dólares. Mientras la campaña tenía 20 millones de dólares, solo 9 millones de dólares estaban disponibles para las primarias y se tenían 10 millones de dólares en deudas. El asesor de Clinton, Howard Wolfson, reconoció la existencia de la deuda pero afirmó que «El dinero seguirá llegando» y que la campaña pagaría las deudas.
Cuando Clinton dejó la contienda su campaña tenía US$ 22.5 millones en deudas, de los que por lo menos 11.4 millones de dólares vendrían de su propio dinero.

### Irregularidades financieras de la campaña
Norman Hsu era un hombre de negocios ligado a la industria textil. En el 2007 era un prominente recaudador de fondos para la campaña de Clinton. El 28 de agosto de 2007, el The Wall Street Journal reportó que Hsu podría haber participado en acciones impropias durante sus actividades de búsqueda de fondos para la campaña. La campaña de Clinton salió en defensa de Hsu diciendo «Norman Hsu es un antiguo y generoso seguidor del partido demócrata y sus candidatos, incluyendo a la senadora Clinton. Durante los años de activa participación política del señor Hsu, no ha habido ningún cuestionamiento sobre su integridad o su compromiso a seguir las reglas y no tenemos ninguna razón para cuestionar sus contribuciones».
El siguiente día, 29 de agosto de 2007, el Los Angeles Times reportó que Hsu era un fugitivo desde hacía mucho tiempo, cuando no se presentó para sentencia por un caso de fraude en 1992. La Campaña de Clinton se retractó, diciendo que donarían a la caridad los 23 000 dólares que Hsu donó personalmente a la campaña presidencial, a la de reelección en el Senado y al comité de acción política. También dijeron que no estaban considerando devolver los fondos que Hsu había recaudado de otros donantes.
Aunque Hsu había donado a otros candidatos Demócratas, la atención fue puesta sobre la campaña de Clinton, con reportes de la prensa preguntándose porque la campaña no había sido capaz de descubrir el pasado de Hsu. Algunos medios conservadores se expresaron en un tono más severo, con Joseph Farah, fundador del WorldNetDaily, declarando que Hillary Clinton debería ser arrestada por el FBI. Clinton dijo que las revelaciones sobre Hsu fueron «una gran sorpresa para todos». También añadió que, «cuando tienes tantos contribuyentes como afortunadamente tengo, hay que hacer el mejor esfuerzo basándose en la información disponible para tomar las decisiones apropiadas».
El 5 de septiembre, Hsu no se presentó a una audiencia en la corte, considerándosele fugitivo de nuevo. La campaña de Clinton dijo «creemos que el sr. Hsu, como cualquiera que tenga obligaciones ante la corte, debería afrontarlas y debería hacerlo ahora». Hsu fue recapturado menos de 48 horas después.
El 10 de septiembre, los periódicos reportaron que el FBI estaba investigando la legalidad de un fondo de inversiones que Hsu había estado manejando al momento de sus contribuciones a gran escala. Más allá, el hombre de negocios Jack Cassidy dijo que él había tratado de advertir, desde junio de 2007, tanto a las autoridades como a la campaña de Clinton que Hsu estaba llevando un negocio ilegal y que ni los oficiales ni la campaña de Clinton le habían dado respuesta. En junio, el director financiero de la región oeste de la campaña de Clinton había respondido a una consulta del partido Demócrata de California: «Puedo decirles con 100 % de certeza que Norman Hsu no está involucrado en un Esquema Ponzi. Él es completamente legítimo». La campaña luego dijo que habían revisado ampliamente los registros públicos de Hsu en su momento y no habían encontrado ningún problema.
El 10 de septiembre la campaña de Clinton anunció que devolvería los 850 000 dólares en donaciones que Hsu había recaudado: «A la luz de eventos y denuncias recientes de que Norman Hsu participó en un esquema de inversiones ilegal, hemos decidido como medida de cautela devolver el dinero que él recaudó para nuestra campaña. Esta semana, un estimado de 260 donantes recibirán una devolución de aproximadamente 850 000 dólares en total». Al hacer esto, la campaña de Clinton sentó un precedente de como las campañas políticas deben tratar potenciales escándalos en la recaudación de fondos. La campaña también anunció que pondría en práctica procedimientos más duros para la revisión de sus contribuyentes grandes, incluyendo verificación de antecedentes criminales. Los fondos recaudados por Hsu también habían ido al Comité de Acción Política de Clinton y a su campaña de reelección al senado de 2006; los funcionarios de Clinton estaban indecisos acerca de que hacer con esos fondos.
En los días siguientes a los estrategas de la campaña les preocupaba que el asunto de Hsu tuviera el potencial de convertirse en un escándalo que pudiera dañar significativamente la campaña. No obstante, la campaña indicó que trataría de obtener la devolución de las donaciones, luego de regresarla, por ejemplo tomando las donaciones que claramente vinieran de las cuentas bancarias del donante, no de Hsu o cualquier otro intermediario o si el donante aseguraba que el dinero le pertenecía. Clinton personalmente confirmó esta posición: «Creo que la gran mayoría de esos más de doscientos donantes es perfectamente capaz de tomar sus propias decisiones».
La organización de vigilancia política Judicial Watch dijo que trataría de que el Departamento de Justicia y el Comité de ética del Senado investigara el asunto de Hsu. Los colaboradores de Clinton señalaron que Hsu nunca había recibido un tratamiento favorable de parte de ella: «La oficina del Senado no tuvo contacto oficial con él ni tomó acciones es su nombre». Clinton se refirió a todo el asunto como «un rudo despertar para todos», en referencia a las otras campañas.
Para octubre de 2007 el asunto Hsu se había olvidado. El reporte de gastos del tercer trimestre de Clinton mostró los US$ 800,000 en contribuciones, la mayoría relacionadas con Hsu, que se habían devuelto a más de 200 donantes, algunos de los cuales se sorprendieron al ver su dinero devuelto y dijeron que no sabían nada de Hsu.
En marzo de 2007 un inmigrante pakistaní llamado Abdul Rehman Jinnah fue acusado de violar la ley federal de elecciones. Los cargos se relacionaban a 30 000 dólares en contribuciones ilegales a la campaña presidencial de Clinton. La campaña «negó cualquier conocimiento del esquema de Jinnah».

## Conteo de delegados
| Candidato (a) | Delegados comprometidos actuales1 (3253 de un total de 3909) | Delegados comprometidos predecidos2 (3409 de un total de 3909) | Superdelegados estimados2 (694 de un total de 825) | Total de delegados estimados2 (4103 de un total de 4934; 2118 necesarios para ganar) |
| --- | ------------------------------------------------------------ | -------------------------------------------------------------- | -------------------------------------------------- | ------------------------------------------------------------------------------------ |
| Barack Obama | 1661                                                         | 1763                                                           | 438                                                | 2201                                                                                 |
| Hillary Rodham Clinton | 1592                                                         | 1640                                                           | 256                                                | 1896                                                                                 |
| John Edwards | -                                                            | 6                                                              | -                                                  | 6                                                                                    |
| Clave de colores | Primer lugar Candidato (a) que retiró su campaña             | Primer lugar Candidato (a) que retiró su campaña               | Primer lugar Candidato (a) que retiró su campaña   | Primer lugar Candidato (a) que retiró su campaña                                     |

Márgenes de delegados comprometidos por estado. Obama ganó el conteo de delegados en los estados en morado más oscuro por márgenes más amplios, mientras que Clinton ganó el conteo de delegados en los estados en verde más oscuro por márgenes más amplios. Ellos empataron en Misuri y Nuevo Hampshire. (Compare con el mapa de voto popular)

| Fuentes: 1 "Primary Season Election Results". The New York Times. 26 de junio de 2008. 2 "Election Center 2008 Primaries and Caucuses: Results: Democratic Scorecard". CNN. 20 de agosto de 2008. |                                                              |                                                                |                                                    |                                                                                      |

Márgenes del voto popular por estados. Obama ganó el voto popular en los estados en morado oscuro por amplios márgenes, mientras que Clinton ganó el voto popular en los estados en verde oscuro por amplios márgenes.

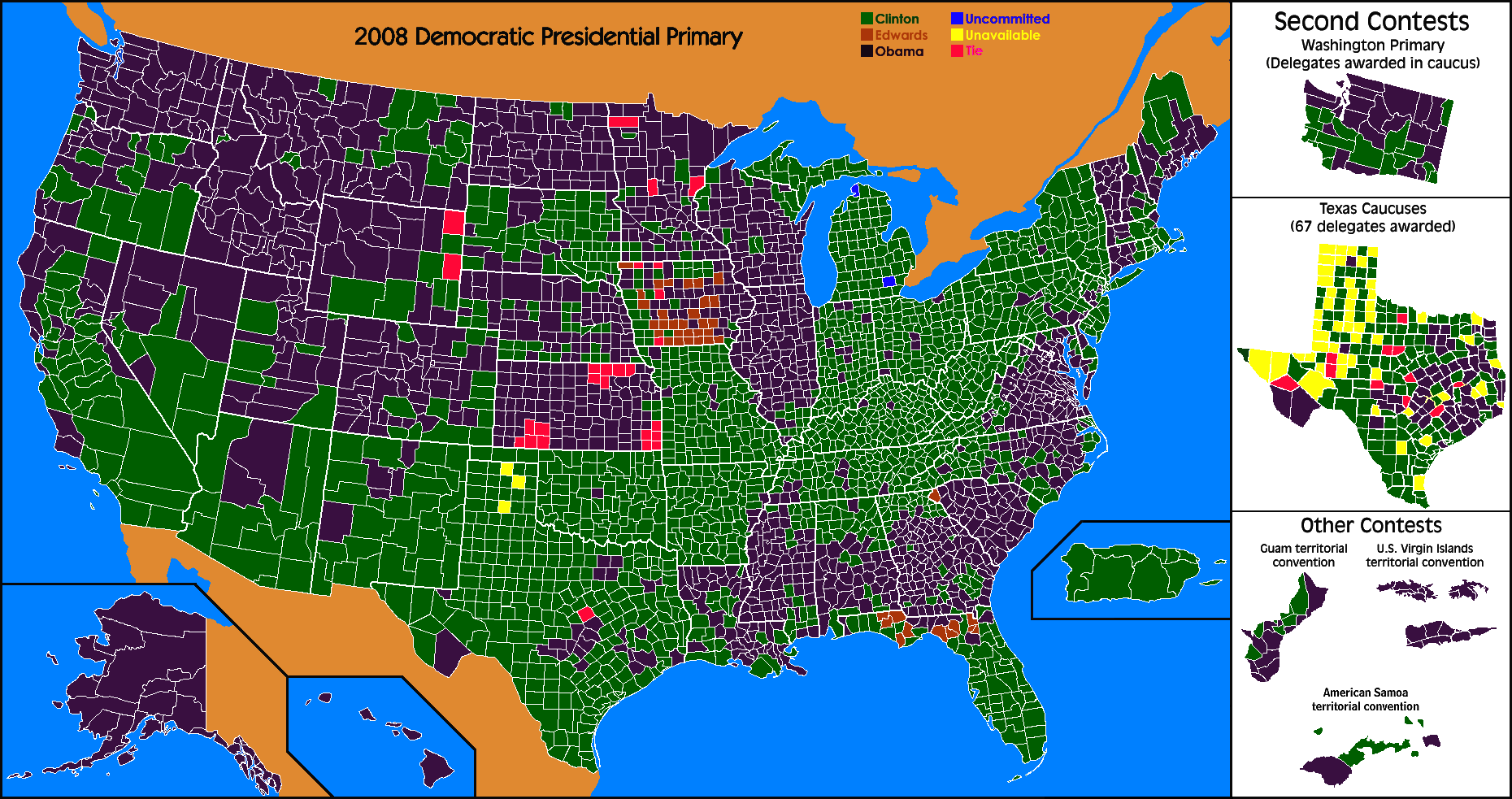
Márgenes del voto popular por condados. Obama ganó los condados en morado, Clinton ganó los condados en verde. Edwards ganó los condados en naranja, y los condados en rosado indican un empate en delegados. Este mapa incluye Florida y Míchigan, solo la mitad de ellos fueron incluidos en el conteo debido a las actuales regulaciones del partido.